# Кратове (платформа)
55°35′31″ пн. ш. 38°09′36″ сх. д. / 55.591916666667° пн. ш. 38.160083333333° сх. д.
Кратове — зупинний пункт Рязанського напрямку Московсько-Курського регіону Московської залізниці, у складі лінії МЦД-3, в селищі Кратове. Час у дорозі до Казанського вокзалу — 54-58 хвилин.
Відкритий 1899 року. Початкова назва платформи — Прозорівська, за власниками прилеглої землі князям Голіциним-Прозорівським. Перейменована на Кратове 6 січня 1930 на честь комісара Московсько-Казанської залізниці Івана Крата.
У 1990-ті роки на платформі розташовувалась мармурова меморіальна дошка, що повідомляла історію назви селища та платформи. Згодом дошку було демонтовано.
У 2003—2004 роках платформу було реконструйовано: на ній залишився лише навіс. Будівлю квиткової каси винесено за межі платформи. Вона розташовується з «московського» торця на південному (правому) боці від залізниці. Турнікети не встановлені.
Поблизу платформи розташована площа Людмили Димової селища Кратове (колишня назва — Вокзальна), селищна адміністрація, Кратовське озеро та Московська дитяча залізниця.
| Попередня зупинка | Лінія | Лінія                  | Лінія | Наступна зупинка |
| ----------------- | ----- | ---------------------- | ----- | ---------------- |
| Відпочинок        |       | Казанський напрямок МЗ |       | Єсенінська       |